# Клузій
43°01′00″ пн. ш. 11°57′00″ сх. д. / 43.01667° пн. ш. 11.95° сх. д.
Клузій, або Клузіум (лат. Clusium; дав.-гр. Κλύσιον, Klýsion або Κλούσιον, Kloúsion), — стародавнє місто в Італії з римськими мурами частково в межах сучасного міста К'юзі, Тоскана. В римські часи місто було перебудоване на основі старого етруського міста Клевсин (етр. Clevsin) на території розселення доісторичної культури (можливо, також етруської, або протоетруської). Місто було розташоване на півночі центральної Італії з західного боку Апеннін.

## Розташування
Клузій і сучасне К'юзі розташовані на пагорбі біля долини річки Кланіс (лат. Clanis, італ. Chiana) поблизу озера Клузій. Кланіс — одна із приток Тибру, яка колись була судноплавною. Звідси до Риму можна було також потрапити Кассієвою дорогою, яка була збудована на місці старої етруської.

## Історія
Коли Клузій згадується в «Історії» Тіта Лівія, він уже був великим етруським містом, до якого зверталися по допомогу в боротьбі з республіканцями в Стародавньому Римі. Лівій в «Історії» про місто писав лише те, що колись його називали Камарс (умбр. Camars).
Існують різні теорії походження міста. У К'юзі знаходили гончарні вироби культури вілланова. Часто зустрічаються урни з прахом, що датуються VIII століттям до н. е. Ці урни мають форму хатин-мазанок із солом’яними дахами, — імовірно, будинків померлих. Цей стиль архітектури настільки відрізняється від класичного етруського, що багато знавців заперечують, що він належить до етруської культури. З іншого боку, відомо, що жителі регіону зазнали сильного впливу з боку грецьких колоній, таких як Куми, та під час грецької імміграції.
Є менш імовірне припущення, що це протоіталійська культура. За цією теорією етруски переселилися сюди з узбережжя або з Егейського моря та перейменували умбрійське місто під назвою Camars (що означає «болотиста земля» в італьській мові). Зввши навколо міста потужні мури, етруски  змінили назву на «огородження», використовуючи етрусканізоване Clevsin (від лат. clusus — пасивного дієприкметника, утвореного від cludere, що означає «закрити», «зачинити»).
Назви Clevsin і Camars зрозуміліші в їхньому етруському значенні. Обмежений етруський словник усіх відомих значень містить слово camthi (у значенні «магістрат»), яке може бути розділене як cam–thi, де –thi — це закінчення місцевого відмінку. –Ar, –arasi, –aras — це закінчення множини різних відмінків. Cleva — це жертвоприношення. –S та –isi відповідно — закінчення родового і давального відмінків. Присутність магістрату та місць для жертвоприношення в місті цілком гармонує з етруською культурою та роллю регіонального міста-столиці.  Остаточне вирішення питання, однак, потребує більше доказів.
Прийнято вважати, що Клузій став одним із дванадцяти міст Етруської ліги у 600-х роках до н. е.
Як і в римські часи, так і після них, на місці старого Клузію знову й знову споруджувалися нові поселення, через що культурні шари етрусків поступово стиралися. Наприклад, стародавні джерела описують гробницю Ларса Порсени в Клузії, як і розграбування та знищення міста Суллою. Проте більшість залишків культури — це могили та їхні підземні ходи, деякі з яких, можливо, були з'єднані з пам'ятником Порсені. Ларс Порсена був королем Клузію в 508 році до н. е.

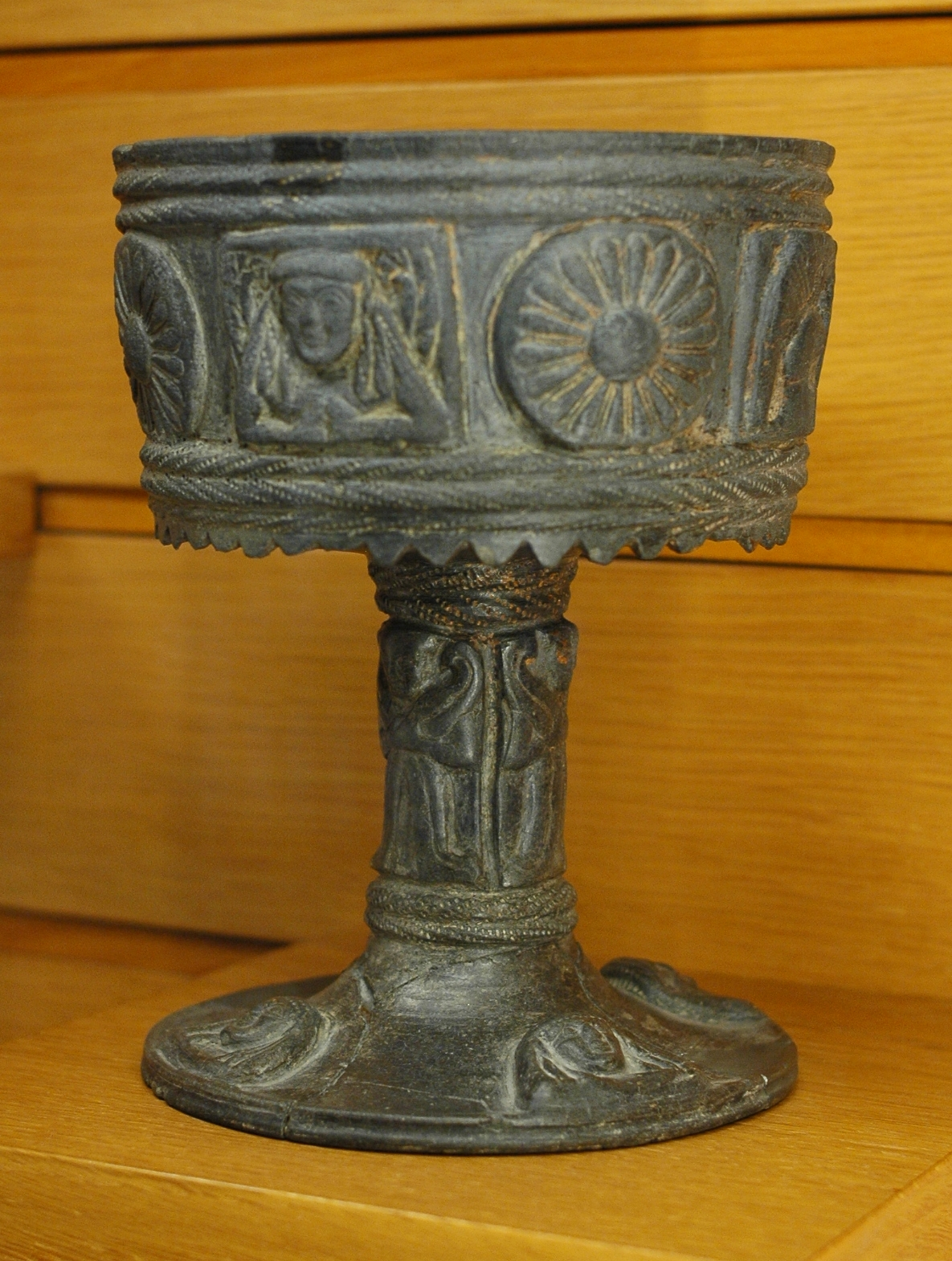
Виріб із червоної глини

У 509 році до н. е. Луція Тарквінія Гордого, колишнього царя Риму, разом із родиною вигнали з міста. Він прагнув повернути собі престол збройним шляхом, залучившись допомогою сенаторів-змовників. Його зусилля були безуспішними: змову виявили, а армію Тарквінія розбили в битві біля Арсійського лісу.
Тарквіній переконав Ларса Порсену піти на Рим. Почалася війна між Клузієм і Римом, під час якої Порсена взяв Рим в облогу. Війна закінчилися мирним договором, за яким Порсена отримав заручників з Риму та повернув собі землі міста Вейї, які були раніше захоплені Римом. У 507 році до н. е. римські заручники та землі були повернені, a мир між Римом та Порсеною — закріплений. Тарквінію не вдалося знову посісти римський престол.
У 508 році до н. е., після облоги Риму, Порсена розділив сили та відправив частину армії на чолі зі своїм сином Арунсом, щоб обложити латинське місто Аріція (суч. Арічча). Однак жителям міста допомогли Латинський союз і Куми, тож клузіанську армію розгромили.
Пліній Старший писав, що для Порсени збудували чудову гробницю: великий мавзолей, оточений каскадами пірамід над лабіринтами підземних камер, де грабіжник міг легко загубитися. Пліній ніколи не бачив цієї гробниці, тож в основі його опису лежить доповідь Варрона та, можливо, розповідь пов'язана з мінойськими лабіринтами, про які він розповідає перед цим. У Клузії були побудовані великі за розміром тумулуси пізнього архаїчного періоду, і сучасні вчені намагалися пов'язати їх (особливо Поджо Ґаєлла) з легендарною гробницею Порсени. 
У 2004 році професор містобудівної реставрації Джузеппе Чентауро припустив, що Клузій був розташований не в К'юзі, а поблизу Флоренції. Станом на 2008 рік він намагався зібрати гроші та отримати дозвіл на проведення розкопок.
На початку IV століття до н. е. (391 рік до н. е., згідно з хронологією Варрона) місто взяли в облогу галли (сенони), і клузіанці попросили Рим втрутитись. Однак на наступних переговорах один із римських делегатів з роду Фабіїв вбив гальського лідера. Коли римляни відмовилися видати вбивцю та призначили консулами на наступний рік двох членів з його сім'ї, розлючені галли зняли облогу, і потім під керівництвом Бренна розбили римську армію та розграбували Рим.

## Додаткові посилання
- Livius.org: Клас (Chiusi) [Архівовано 21 серпня 2008 у Wayback Machine.]